# Земська рать
Земська рать — збройні сили Приамурського земського краю, сформовані з тих частин, що знаходилися в Примор'ї білогвардійських військ у 1922 році.

## Історія
Утворена 23 липня 1922 р. на основі Далекосхідної армії відповідно до Указу № 1 правителя Приамурського земського краю М. К. Дітеріхса, який став її верховним головнокомандувачем (земським воєводою)[1].
Новим командуванням було вжито заходів з відновлення керованості та підняттю бойового духу військ, підірваного внаслідок поразок, нанесених Народно-революційною армією Далекосхідної республіки взимку і навесні 1922 року, і політичної кризи в Приамурському державному утворенні літа 1922 року.
В рамках загальної політики з відновлення традиційного для Росії укладу, котрі входили в Земську рать корпуса перейменовувались в групи, що ділилися на полки (загони), утворені з колишніх бригад; колишні ж полки були зведені в батальйони і дивізіони (дружини). Для заповнення понесених військами втрат на території краю була оголошена мобілізація чоловічого населення молодих віків.

## Склад
До вересня 1922 в склад Земської Раті входили:

1.Поволзька група генерала В. М. Молчанова (1885 багнетів, 740 шабель, 28 кулеметів, 9 гармат);

2.Сибірська група генерала І. С. Смоліна (800 багнетів, 205 шабель, 8 кулеметів, 4 гармати);

3.Сибірська козача група генерала Бородіна (505 багнетів, 410 шабель, 9 кулеметів, 2 гармати) (у тому числі Сибіру-Енисейско-Забайкальський полк генерала П. О. Блохіна);

4.Далекосхідна козача група генерала Ф. Л. Глібова (962 багнета, 185 шабель, 10 кулеметів, 1 знаряддя);

5.Технічні частини (охоронний і окремий залізничні батальйони, інтендантський дивізіон — 700 багнетів);

6.Резерв (1426 багнетів, 144 шаблі, 5 кулеметів).

У загальному складі війська Земської раті налічували 6228 багнетів, 1684 шаблі, 81 кулемет, 24 гармати й 4 бронепоїзди. Розташовувалися ці частини вздовж Уссурийської залізниці у великих населених пунктах. Основу військ становили частини колишньої Далекосхідної армії, що раніше входили до армії генерала В. О. Каппеля і отамана Г. М. Семенова[2].

## Діяльність
Наступальна операція проти розміщених в північному Примор'ї військ НРА ДСР була розпочата 1 вересня 1922 р., коли Поволзька група почала просування вздовж Уссурийської залізниці на північ. Проте незважаючи на початкові успіхи і взяття кількох залізничних станцій, до 16 вересня білогвардійські війська були змушені відійти на початкові позиції і перейти до оборони.
Тим не менш, вже 4 жовтня, внаслідок успішного наступу частин НРА війська Земської раті були змушені почати відхід. 9 жовтня ними був залишений Спаський укріплений район, після чого найбільш боєздатна Поволзька група перестала існувати. В ході подальших боїв до 16 жовтня Земська рать була розбита повністю. Генерал Дітеріхс покинув край, залишки військ відійшли до кордону з Кореєю, або евакуювалися через порт Владивосток, що залишався під контролем японських військ до 25 жовтня 1922 року.